# Nadie como tú (canción de La Oreja de Van Gogh)
Nadie como tú es una canción de La Oreja de Van Gogh incluida en su tercer disco "Lo que te conte mientras te hacías la dormida".

## Acerca de la canción
La canción escrita por Amaia Montero habla sobre la estrecha relación que esta tiene con su hermana Idoia Montero. Se describe como un medio tiempo con una atmósfera acústica.
Fue interpreta durante la Gira 2004 del grupo, y fue incluida en el repertorio de la primera gira en solitario de Amaia Montero.
Además, la canción fue incluida en la banda sonora de la telenovela de TVN Versus.
La canción tiene una versión en catalán, nombrada Només tú, la cual no se encuentra en ningún álbum de estudio, ni álbum recopilatorio de la banda, sino que esta se puede encontrar en el álbum "La Marató", programa benéfico de TV3, grabada en 2007, antes de la partida de Amaia Montero del grupo.